# شدس
حي شوتس من أحياء مدينة الأسكندرية بجمهورية مصر العربية .
يقع في منطقة الرمل شرق المدينة بين أحياء جناكليس وزيزينيا وباكوس وغبريال وتوجد به كلية الوافدين الأمريكان.